# Полихроний Сирку
Полихроний Агапиевич Сирку (на руски: Полихроний Агапиевич Сырку, на румънски: Polihronie Sîrcu) е руски славист, доцент в Петербургския университет.

## Биография
Полихроний Сирку е роден на 30 юли 1885 година в румънско семейство в Стършени, Бесарабия, Русия. Завършва Кишиневската духовна семинария, а през 1878 година и Петербургския университет, където е доцент от 1883 година до края на живота си. Там чете лекции по румънски език и литература, а след това по старобългарски език и история на руския език.
От 1878 – 1879 година до началото на 90-те години на XIX век обикаля с научна цел Балканите и Източна Европа, включително и Македония. Събира и описва стари ръкописи на сръбски, български и румънски от XII до XVIII век, които се съхраняват в Академията на науките в Петроград. Най-мащабният му труд е „Към историята на книжовната реформа в България“ за дейността на Патриарх Евтимий през XIV век, в който отделя внимание на историко-литературни въпроси, на проблемите на съвременния български език и по-слециално на македонските диалекти.

## Научни трудове
- Сырку П. Славянско-румынские отрывки // Журнал Министерства народного просвещения. — № CCLI, отд. 2. — С. {{{страници}}}.
- Магист. диссертация «К истории исправления книг в Болгарии в XIV в.», т. 1, вып. 2. Литургические труды патриарха Евфимия Терновского"[неработеща препратка] (СПб., 1890, защищена в 1891), докт. дис.- 1-й вып. 1-го т. той же книги под загл. «Время и жизнь патриарха Евфимия Терновского» (СПб., 1898, защищена в 1899).
- Сырку П. Описание бумаг еп. Порфирия (Успенского), пожертвованных имп. акад. наук по завещанию. СПб, 1891.
- Успенский, П. Восток христианский. Путешествие в метеорские и оссоолимпийские монастыри в Фессалии. Издание Императорской академии наук под редакциею П. А. Сырку. СПб, 1896